# Alfonso Juez
Alfonso Juez Reoyo (n. Burgos, 1953) es un militar español. Participó en la creación del Grupo Militar de Alta Montaña (GMAM) de la Escuela Militar de Montaña y Operaciones Especiales y, como integrante de este grupo, es el primer militar español y uno de los pocos alpinistas españoles que han coronado las Siete Cumbres en las dos modalidades.

## Biografía
Alfonso Juez nació en 1953 en la ciudad de Burgos en el seno de una familia militar con raíces en el municipio burgalés de Arlanzón. De joven, practicó espeleología, explorando varias grutas de la provincia, en particular, en Atapuerca y Ojo Guareña.
Posteriormente, ingresó en la Academia General Militar. Aunque fue destinado en Ceuta, donde obtuvo el diploma militar, su carrera militar se ha desarrollado principalmente en Jaca (Huesca), entre la Escuela Militar de Montaña y Operaciones Especiales (EMMOE) y el Regimiento de Cazadores de Montaña "Galicia" n.º 64. En Jaca conoció a su mujer y allí tiene su residencia permanente desde 1982.
Como profesor de la EMMOE, Alfonso Juez tuvo la oportunidad de desarrollarse de forma profesional en el alpinismo. En 1985, junto con otros profesores de la EMMOE, creó el Grupo Militar de Alta Montaña (GMAM) y el Equipo de Esquí del Ejército de Tierra, en los que formó parte desde el principio. Entre 1992 y 2009, Juez, como integrante del GMAM, coronó las Siete Cumbres.
En 2002, como teniente coronel, Alfonso Juez formó parte del primer contingente español en la Guerra de Afganistán. En 2005, fue nombrado director de la Escuela Militar de Montaña y Operaciones Especiales.

### GMAM y las Siete Cumbres
| Ascensión de las Siete Cumbres | Ascensión de las Siete Cumbres | Ascensión de las Siete Cumbres |
| Fecha                          | Cumbre                         | Continente                     |
| ------------------------------ | ------------------------------ | ------------------------------ |
| 15 de mayo de 1992             | Monte Everest                  | Asia                           |
| 11 de enero de 1995            | Monte Vinson                   | Antártida                      |
| 22 de enero de 1997            | Monte Kilimanjaro              | África                         |
| 9 de septiembre de 1998        | Monte Elbrús                   | Europa                         |
| 24 de diciembre de 1998        | Monte Aconcagua                | América del Sur                |
| 24 de mayo de 2003             | Monte Denali                   | América del Norte              |
| 21 de noviembre de 2006        | Monte Kosciuszko               | Oceanía                        |
| 18 de octubre de 2009          | Monte Carstensz                | Oceanía                        |

En 1989, el grupo trató de escalar el monte Everest por la cara norte, aunque no pudo llegar a la cumbre. A 300 metros de la cima, tuvo que volver atrás debido al mal tiempo y a la nieve acumulada. En 1992, lo volvieron a intentar, y en esta ocasión Alfonso Juez, Francisco Gan y Ramón Portilla coronaron el Everest el 15 de mayo por la ruta nepalí, siendo el quinto grupo de españoles en hacerlo.
Entre 1994 y 1995, como comandante, Alfonso Juez encabezó la Expedición Coronel Santiago Arribas del GMAM a la Antártida, que estuvo acompañada de un equipo de TVE del programa Al filo de lo imposible. El 11 de enero de 1995, alcanzó la cumbre del Monte Vinson. La expedición acometió el segundo objetivo de explorar terreno virgen en el continente antártico. Este objetivo se concretó en la ascensión y reconocimiento de tres montañas a las que se puso nombre. El 13 de enero, justo antes de medianoche, la expedición coronó el pico Jaca (3540 m, 78°28′15″S 85°59′19″O / -78.47083, -85.98861). El 18, el equipo acometió la subida del monte España (4860 m, 78°32′23″S 85°40′41″O / -78.53972, -85.67806), pero tuvo que volver atrás a 200 metros de la cima. El 23, ascendió exitosamente el pico Príncipe de Asturias (4680 m, 78°32′30″S 85°44′4″O / -78.54167, -85.73444) por la «Pared de los Españoles».
El GMAM, también con Alfonso Juez, realizó las siguientes expediciones, al Kilimanjaro en 1997 y al Elbrús en 1998, en cooperación con la Fundación ONCE. En estos ascensos, el GMAM guio a personas invidentes o con discapacidades motoras.
A estas expediciones se sumaron otras al Aconcagua en 1998, al monte Denali en 2003 y al Kosciuszko en 2006, respectivamente, las cumbres más altas de América del Sur, América del Norte y Australia. Con la ascensión al Kosciuszko, Alfonso Juez completó las Siete Cumbres según la lista de Bass (mas no la de Messner, que cuenta la Pirámide de Carstensz como la cumbre más alta de Oceanía).
En 2009, junto con otros tres miembros del GMAM y dos del grupo de Montaña de la Guardia Real, Alfonso Juez ascendió a la Pirámide de Carstensz en Indonesia. De esta manera, el GMAM como equipo completó el proyecto de las Siete Cumbres (según las dos listas en disputa) y Alfonso Juez Reoyo a título individual se convirtió en el primer militar español en completarlo.